# Rowland Hussey Macy

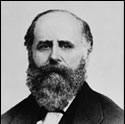
Rowland Hussey Macy

Rowland Hussey Macy (* 30. August 1822 in Nantucket, Massachusetts; † 29. März 1877 in Paris) war ein amerikanischer Geschäftsmann. Er gründete am 28. Oktober 1858 das Unternehmen R.H. Macy & Company, bekannt als Macy’s. Heute ist Macy’s das größte Kaufhaus weltweit.
Macy war Mitglied einer Quäkerfamilie. Mit fünfzehn Jahren fuhr er auf einem Walfangschiff, der Emily Morgan, zur See. Während dieser Zeit ließ er sich einen roten Stern auf die Hand tätowieren, der später Teil des Firmenlogos wurde.
Zwischen 1843 und 1855 eröffnete Macy vier Einzelhandelsgeschäfte, darunter auch das Original Macy's in Haverhill, Massachusetts. Jedes dieser Geschäfte ging in Konkurs. Aus seinen Fehlern lernend, öffnete Macy 1858 ein neues Geschäft an der Sixth Avenue und der 14. Straße in New York. Die Eröffnung gilt als der Startschuss für die Ladenkette.
Er heiratete 1844 Louisa Houghton. Aus der Ehe gingen zwei Kinder, Rowland H. Macy (1847 geboren) und Florence Macy (1853 zur Welt gekommen), hervor. Die Ehe wurde 1877 geschieden. Im selben Jahr starb Macy.
Macy ist auf dem Woodlawn Cemetery im New Yorker Stadtteil Bronx begraben. Er wurde im Film Das Wunder von Manhattan porträtiert.